# Grécourt
Grécourt korábbi község Franciaországban, Somme megyében. Lakosainak száma 20 fő (2015). Grécourt Libermont, Buverchy, Ercheu, Esmery-Hallon és Hombleux községekkel határos.
2019. január 1-jén a régi Hombleux községgel egyesült és az így létrejött (azonos nevű) Hombleux új község része lett.

## Népesség
A település népességének változása:
| Lakosok száma | 20   | 20   | 21   |
|               | 2013 | 2015 | 2016 |